# Diecezja Kribi
Diecezja Kribi – diecezja rzymskokatolicka w Kamerunie. Powstała w 2008 przez podział diecezji Ebolowa-Kribi.

## Biskupi diecezjalni
- Joseph Befe Ateba (2008 – 2014)
- Damase Zinga Atangana (od 2015)